# Absence de jalousie
L'absence de jalousie, également connue sous le nom de sans jalousie, est un critère de partage équitable. Il dit que, lorsque les ressources sont réparties entre des personnes ayant des droits égaux, chaque personne doit recevoir une part qui est, à ses yeux, au moins aussi bonne que la part reçue par tout autre agent. En d'autres termes, personne ne devrait ressentir d'envie .

## Définitions générales
Supposons qu'une certaine ressource est à partager entre plusieurs participants, de sorte que chaque participant {\displaystyle i} reçoit une part {\displaystyle X_{i}}. Chaque participant {\displaystyle i} a une relation de préférence personnelle {\displaystyle \succeq _{i}} sur différentes parts possibles. La division est dite sans jalousie si pour tout {\displaystyle i} et {\displaystyle j} on a :
{\displaystyle X_{i}\succeq _{i}X_{j}}.
Un autre terme pour l'absence de jalousie est l'absence d'envie.
Si la valeur de préférence des participants est représentée par une fonction numérique {\displaystyle V_{i}}, alors cette définition équivaut à :
{\displaystyle V_{i}(X_{i})\geq V_{i}(X_{j})}.
Un autre façon de dire est  qu'un participant {\displaystyle i} envie le participant {\displaystyle j} ou est jaloux de {\displaystyle j} si {\displaystyle i} préfère le morceau de {\displaystyle j} à sa propre pièce, c'est-à-dire  si :
{\displaystyle X_{i}\prec _{i}X_{j}\ } et {\displaystyle \ V_{i}(X_{i})<V_{i}(X_{j})}.
Un partage est dit sans envie ou sans jalousie si aucun participant ne jalouse un autre.

## Cas particuliers
La notion d'absence d'envie a été introduite par George Gamow et Marvin Stern en 1958. Ils posent la question de savoir s'il est toujours possible de partager un gâteau (une ressource hétérogène) entre n enfants aux goûts différents, de sorte qu'aucun enfant n'en envie un autre. Pour n = 2 enfants, cela peut être fait par l'algorithme diviser et choisir (en), mais pour n > 2, le problème est beaucoup plus difficile. Voir découpe d'un  gâteau sans envie (en).
Dans le découpage du gâteau, l'absence de jalousie signifie que chaque enfant croit que sa part est au moins aussi importante que les autres parts ; dans la division des corvées (en), l'absence d'envie signifie que chaque agent estime que sa part est au moins aussi petite que toute autre part (le critère essentiel dans les deux cas est qu'aucun enfant ne souhaite échanger sa part avec un autre enfant).
L'absence d'envie a été introduite en économique da le cadre de l'allocation des ressources par Duncan Foley en 1967. Dans ce cas, il y a plusieurs ressources homogènes plutôt qu'une seule. L'absence d'envie par elle-même est facile à atteindre en donnant simplement à chaque personne 1/ n de chaque ressource. Le défi, d'un point de vue économique, est de combiner ce partage avec l'efficacité au sens de Pareto. Le défi a d'abord été défini par David Schmeidler et Menahem Yaari. Voir division efficace sans envie (en).
Lorsque les ressources à diviser sont discrètes, l'absence d'envie peut ne pas être réalisable dès qu'il y a une seule ressource et deux personnes. Il existe différentes manières de traiter à ce problème :
- Transférer de l'argent entre les participants afin de compenser ceux qui obtiennent des objets les moins précieux. Cette solution est utilisée, par exemple, dans le problème de l'harmonie locative, et dans la tarification sans envie.
- Partager un petit nombre d'éléments. Cela se fait, par exemple, dans la procédure de gagnant ajustée.
- Trouver des allocations à peu près équitables ; comme décrit dans l'allocation d'articles sans envie .
- Trouver des allocations partielles sans envie aussi grandes que possible ; voir correspondance sans envie .
- Utiliser la randomisation pour trouver des allocations sans envie dans les attentes ("ex-ante"); voir répartition aléatoire équitable.

## Variantes
L'absence d'envie forte demande que chaque agent préfère strictement sa part aux autres parts
.
La super-absence d'envie exige que chaque agent préfère strictement sa part  à 1/ n de la valeur totale, et préfère strictement 1/ n à chacune des autres parts,. La super-absence d'envie implique une forte absence d'envie qui, elle-même, implique une absence d'envie.
L'absence d'envie en groupe (aussi appelée absence d'envie en coalition) est un renforcement de l'absence d'envie, exigeant que chaque groupe de participants ait le sentiment que la part qui lui est allouée est au moins aussi bonne que la part de tout autre groupe de même taille. Une exigence plus faible est que chaque agent individuel n'envie aucune coalition d'autres agents ; on l'appelle parfois absence d'envie stricte.
L'absence d'envie à dominance stochastique (aussi appelée absence d'envie nécessaire) est un renforcement de l'absence d'envie dans un contexte où les agents rapportent des classements ordinaux sur les éléments. Il nécessite une absence d'envie à l'égard de toutes les évaluations additives compatibles avec le classement ordinal. En d'autres termes, chaque agent doit croire que sa part est au moins aussi bonne que la part de tout autre agent, selon l'extension d'ensemble responsive (en) de son classement ordinal des items. Une variante approximative peut être obtenue par la procédure d'allocation d'éléments à tour de rôle.
L'absence d'envie justifiée est un affaiblissement de l'absence d'envie pour les marchés bifaces, dans lesquels les agents et les « articles » ont des préférences concernant le côté opposé, par exemple, le marché de l'appariement des élèves aux écoles. L'élève A ressent une envie justifiée envers l'élève B, si A préfère l'école attribuée à B, et en même temps, l'école attribuée à B préfère A.
L'absence d'envie ex ante est un affaiblissement de l'absence d'envie utilisé dans le cadre de l'assignation aléatoire équitable. Dans ce cadre, chaque agent reçoit un billet de loterie sur les articles ; une allocation de loteries est dite ex-ante sans envie si aucun agent ne préfère le billet d'un autre agent, c'est-à-dire qu'aucun agent n'attribue une utilité espérée supérieure au billet d'un autre agent. Une allocation est dite ex-post sans envie si chaque résultat est sans envie. L'absence d'envie ex-post implique l'absence d'envie ex-ante, mais l'inverse n'est peut-être pas vrai.
L'absence d'envie locale, (également appelée : l'absence d'envie en réseau ou l'absence sociale d'envie) est un affaiblissement de l'absence d'envie basé sur un réseau social. Il suppose que les gens ne connaissent que les allocations de leurs voisins dans le réseau et qu'ils ne peuvent donc envier que leurs voisins. L'absence d'envie standard est un cas particulier d'absence d'envie sociale dans lequel le réseau est le graphe complet.
La méta-envie-absence demande que les agents ne s'envient pas, non seulement en ce qui concerne l'allocation finale, mais aussi en ce qui concerne leurs objectifs dans le protocole. ; voir aussi découpe de gâteau équitable symétrique (en).
La minimisation de l'envie est un problème d'optimisation dans lequel l'objectif est de minimiser la quantité d'envie (qui peut être définie de différentes manières), même dans les cas où l'absence d'envie est impossible. Pour les variantes approximatives de l'absence d'envie utilisées lors de l'allocation d'objets indivisibles, voir allocation d'éléments sans envie (en).

## Relations avec d'autres critères d'équité

### Implications entre la proportionnalité et l'absence d'envie
La proportionnalité (PR) et l'absence d'envie (EF) sont deux propriétés indépendantes, mais dans certains cas, l'une d'entre elles peut impliquer l'autre.
Lorsque toutes les évaluations sont des fonctions d'ensemble additives et que l'ensemble du gâteau est divisé, les implications suivantes s'appliquent :
- Avec deux partenaires, PR et EF sont équivalents ;
- Avec trois partenaires ou plus, EF implique PR mais pas l'inverse. Par exemple, il est possible que chacun des trois partenaires reçoive 1/3 selon son opinion subjective, mais que, selon l'opinion d'Alice, la part de Bob vaille 2/3.

Lorsque les évaluations ne sont que des fonctions additives, EF implique toujours PR, mais PR n'implique plus EF, même avec deux partenaires : il est possible que la part d'Alice vaille 1/2 à ses yeux, mais que la part de Bob vaille encore plus. Au contraire, lorsque les valorisations ne sont que superadditive, PR implique toujours EF avec deux partenaires, mais EF n'implique plus PR même avec deux partenaires : il est possible que la part d'Alice vaille 1/4 à ses yeux, mais que celle de Bob vaille encore moins. De même, lorsque le gâteau n'est pas entièrement partagé, EF n'implique plus PR. Les implications sont résumées dans le tableau suivant :
| Valuations    | 2 partenaires                                               | 3 partenaires ou plus         |
| ------------- | ----------------------------------------------------------- | ----------------------------- |
| additive      | {\displaystyle EF\implies PR} {\displaystyle PR\implies EF} | {\displaystyle EF\implies PR} |
| sousadditive  | {\displaystyle EF\implies PR}                               | {\displaystyle EF\implies PR} |
| superadditive | {\displaystyle PR\implies EF}                               | -                             |